# پایگاه‌های ارتش آمریکا در کویت
پایگاه‌های ارتش آمریکا در کویت (انگلیسی: List of United States Army installations in Kuwait) به شرح زیر است:
- پایگاه هوایی علی السالم
- کمپ عریفجان
- پایگاه هوایی احمد ال‌جابر
- پایگاه هوایی پادشاهی کویت